# Музафер Куленовић
Музафер Куленовић (Босански Петровац, 1917 — Београд, 1942) био је, између два свјетска рата, југословенски спортиста (фудбалер), те један од југословенских комуниста и револуционара.

## Животопис
Музафер Куленовић је рођен 1917. године у Босанском Петровцу, од оца Салиха и мајке Ханифе. Био је из старе беговске породице Куленовића, чије презиме сугерише на поријекло од Кулина бана. Припадао је огранку Аликапетановића. Отац му је био Салих-бег Куленовић, а дјед му је био бивши градоначелник Босанског Петровца Скендер-бег Куленовић. Мајка му је била Ханифа Глухбеговић, од травничке беговске фамилије Глухбеговића. Његова рођена браћа била су велики српски књижевник Скендер Куленовић и сликар Мухамед Куленовић, који је страдао у логору Керестинец, а имао је и сестру Ћамку (удата Крилов). Рано дјетињство провео је у Петровцу. Године 1923, због наглог осиромашења аграрном реформом, породица му прелази у мајчино родно мјесто Травник. У Травнику се и школовао.
Музафер је био талентован спортиста и један од талентованијих фудбалера своје генерације. Био је члан Шпортског клуба Слога из Травника. Непосредно прије рата преселио се у Београд, ради студија на Правном факултету.

### Револуционарна дјелатност
Музафер је као млад постао члан КПЈ. Током свог боравка у Београду, укључио се у рад покрета отпора и, као један од београдских илегалаца, имао је улогу да прави саботаже и да прави проблеме недићевским властима. Такође, учествовао је и у остваривању контаката са партизанским одредима који су се почели формирати у околини Београда. Његова активност је откривена након заробљавања једног од београдских илегалаца, који је био присиљен да ода своје саучеснике. Ипак, Музафер некако дознаје за то, напушта стан у коме је до тада живио и наставља своју илегалну активност, повезујући Космајски партизански одред са Београдом. Дана 15. новембра 1942. године, у једном случајном претресу, Музафер бива ухваћен са лажним исправама на име Душан Поповић и легитимацијом за повлаштену вожњу у јавном саобраћају. Саслушан је 12. децембра, након чега је одлучено да се Музафер Куленовић, као неко ко је штетан по јавну безбједност и мир у земљи, пошаље у логор Бањица и тамо остане до даљње наредбе, као кривац I категорије. Ипак, готово по самом доласку у логор, Музафер је ликвидиран. Постојале су индиције да је нетом прије његовог хапшења издата наредба од стране Космајског партизанског одреда да се Музафер ликвидира, због опасности да ће наком извијесног хапшења одати друге илегалце. Ипак, из стенограма Музаферовог саслушања, видљиво је да никога није одао и да је херојски погинуо.

### Поратни период
Након Другог свјетског рата, улица у Травнику, у којој је живјела породица Куленовић, понијела је име браће Куленовић. Такође, име браће Куленовић у Травнику су носили и дјечије обданиште и аматерско позориште. Почетком грађанског рата у БиХ, наведеним улици, обданишту и позоришту имена су промијењена и више нису враћена.